# 田中信一 (スキージャンプ)
田中 信一（たなか しんいち、1959年5月15日 - ）は、日本の元スキージャンプ選手。北海道出身。

## プロフィール
駒大岩見沢高校 - 日本大学 - 北海道拓殖銀行。
駒大岩見沢高校では会沢仁康、渡瀬弥太郎の一年先輩だが彼らほどの成績は上げられなかった。20台後半に入って成績が伸び始めて日本代表に選ばれるようになった。
1987年ノルディックスキー世界選手権では70m級57位、90m級55位、団体戦16位であった。
1988年のカルガリーオリンピックに28歳で出場し、70m級52位、90m級47位、団体戦11位の成績を残した。
現役引退後はたくぎんスキー部の監督や日本代表スキージャンプのコーチを務めた。

## 日本国内での主な競技成績
- 1989.02.04(土)　第30回雪印杯全日本ジャンプ大会成年組　優勝
- 1990.02.03(土)　第2回UHB杯ジャンプ大会　優勝
- 1990.02.23(金)　第45回国民体育大会冬季大会成年B　優勝